# 漢森灣
75°15′S 63°40′W / 75.250°S 63.667°W
漢森灣（英語：Hansen Inlet），是南極洲的海灣，位於帕爾默地，處於施洛斯巴赫角和科克斯角之間，美國地質調查局根據測量和該國海軍的空中照片繪入地圖，現時由南極條約體系管理。